# جيمس مارتن (عالم)
جيمس مارتن (بالإنجليزية: James Martin)‏ (و. 1933 – 2013 م) هو كاتب، ومستشار، وعالم حاسوب، ومهندس، وكاتب سيناريو إنجليزي، توفي في برمودا، عن عمر يناهز 80 عاماً، بسبب غرق.

## التعليم
تعلم في كلية كيبل ‏.